# Satyrus unipunctata
Satyrus unipunctata är en fjärilsart som beskrevs av Ramon Agenjo Cecilia 1963. Satyrus unipunctata ingår i släktet Satyrus och familjen praktfjärilar. Inga underarter finns listade.